# Викинги (сезон 2)
Второй сезон исторического драматического телесериала «Викинги», премьера которого состоялась 27 февраля 2014 года на канале History, и завершился он 1 мая 2014 года. Состоит из 10 эпизодов. Сериал следует за подвигами легендарного вождя викингов Рагнара Лодброка и его командой, а позже за его сыновьями. Первый сезон сериала начинается в начале эпохи викингов, отмеченной налётом на Линдисфарн в 793 году.
Второй сезон следует за борьбой Рагнара с соперниками-викингами и его подъёмом от ярла до короля. Викинги дальше продолжают совершать набеги на Англию, и им впервые предлагают земли для поселения.

## В ролях

### Основной состав
- Трэвис Фиммел — ярл Каттегата Рагнар Лодброк, который заинтересован в традициях и обычаях Англии
- Кэтрин Винник — Лагерта, воительница и первая жена Рагнара; уйдя от Рагнара, она становится ярлом Ингстад из Хедебю
- Клайв Стэнден — Ролло, воин и брат Рагнара[1]
- Джессалин Гилсиг — Сигги, жена покойного ярла Харальдсона и любовница Ролло
- Густаф Скарсгард — Флоки, одарённый судостроитель и друг Рагнара
- Джордж Благден — Этельстан, монах из Нортумбрии, разрываемый между богами христиан и викингов, и советник обоих ярла Рагнара и короля Эгберта
- Александр Людвиг — Бьёрн Железнобокий, сын Рагнара и Лагерты, влюблённый в рабыню Торунн
- Алисса Сазерленд — принцесса Аслауг, дочь Брюнхильды и вторая жена Рагнара[2]
- Донал Лог — король Дании Хорик I, заинтересованный в присоединении к налёту Рагнара на Англию
- Лайнус Роуч — король Эгберт, коварный король Уэссекса

### Второстепенный состав
- Торбьорн Харр[англ.] — ярл Борг, ярл Гёталанда
- Джефферсон Холл[англ.] — Торстейн, один из воинов Рагнара
- Мод Хёрст[англ.] — Хельга, партнёр Флоки
- Морган С. Джонс — Деятель закона, законоговоритель Каттегата
- Кэрри Кроули[англ.] — Элисеф, жена Эрика
- Джон Кавана — Провидец, сейд
- Кормак Мелиа — Убба, старший сын Рагнара и Аслауг
- Катал О’Хэллин — Хвитсерк, второй сын Рагнара и Аслауг
- Эдвин Эндре[англ.] — Эрлиндур, сын конунга Хорика
- Мортен Сассе Суурбалле[англ.] — ярл Сигвард, второй муж Лагерты
- Мо Данфорд — принц Этельвульф, сын короля Эгберта
- Данкан Лакруа — Верферт, служащий королю Эгберту
- Филип О'Салливан[англ.] — епископ Эдмунд[англ.]
- Джорджия Хёрст — Торви, жена ярла Борга
- Ричард Эштон — Торвард, воин-викинг, верный конунгу Хорику
- Гайя Вайсс — Торунн, рабыня и любовь Бьёрна
- Стив Уолл — Эйнар, родственник ярла Сигварда
- Иван Кэй[англ.] — король Нортумбрии Элла
- Сара Грин — принцесса Джудит, дочь короля Эллы, жена Этельвульфа
- Эми Бэйли — принцесса Мерсии Квентрит

### Приглашённые актёры
- Натан О'Тул[англ.] — Бьёрн Железнобокий, сын Рагнара и Лагерты
- Тайг Мёрфи — Арне, один из воинов Рагнара; лучник с повязкой на глазу
- Анна Астрём — Хильд, служанка в Каттегате
- Джей Даффи — Ари, второй сын конунга Хорика
- Алан Дивайн — Эдрик, служащий королю Эгберту
- Эдмунд Кент — епископ Винчестера Свитерн
- Йенс Кристиан Бусков Лунд — Олрик
- Кэти Уайт — королева Нортумбрии Элсвит, жена короля Эллы
- Элизабет Мойнихан — королева Дании Гунхильда, жена конунга Хорика
- Карл Шаабан — Иисус, появляющийся в видениях

## Эпизоды
| № общий | № в сезоне | Название                               | Режиссёр        | Автор сценария | Дата премьеры   | Зрители в США (млн) |
| --- | ---------- | -------------------------------------- | --------------- | -------------- | --------------- | ------------------- |
| 10 | 1          | «Братская война» «Brother's War»       | Киаран Доннелли | Майкл Хёрст    | 27 февраля 2014 | 3,55                |
| Дружины Хорика, которого поддерживает Рагнар, и Борга, поддерживаемая Ролло, сходятся в кровавой сече. Много храбрых воинов погибает, но ни одна из сторон не одерживает победу. Ролло сдаётся своему брату. Рагнар предлагает ярлам не делить скудные недра Скандинавии, а плыть грабить земли на Западе. И Хорик, и Борг соглашаются с этим. Ролло судят, все требуют его казни, но Рагнар подкупает Законодателя и тот оставляет брата ярла в живых. В селение приплывает беременная Аслауг. Рагнар предлагает ей стать ещё одной своей женой, но это возмущает Лагерту и она вместе с Бьорном уходит. |            |                                        |                 |                |                 |                     |
| 11 | 2          | «Вторжение» «Invasion»                 | Киаран Доннелли | Майкл Хёрст    | 6 марта 2014    | 3,20                |
| Прошло четыре года. Аслауг родила Рагнару двух сыновей и беременна следующим. Однако народ Каттегата устал от безделия и по совету жены ярл провозглашает летний поход. К нему прибывают Хорик и Борг, но по совету конунга Рагнар отказывается от помощи мятежного ярла, равно как не берёт в поход и прощённого Ролло. Драккары пересекают море, но из-за шторма оказываются не в Нортумбрии, а в Уэссексе, владениях короля Эгберта. |            |                                        |                 |                |                 |                     |
| 12 | 3          | «Предательство» «Treachery»            | Кен Джиротти    | Майкл Хёрст    | 13 марта 2014   | 3,38                |
| Хорик и Рагнар грабят богатый собор в Винчестере, что, однако, позволяет Эгберту узнать, где находится их лагерь. Король посылает для переговоров епископа. Тем временем Борг нападает на Каттегат. Ролло пытается организовать оборону, но силы неравны. |            |                                        |                 |                |                 |                     |
| 13 | 4          | «Око за око» «Eye For an Eye»          | Кен Джиротти    | Майкл Хёрст    | 20 марта 2014   | 3,31                |
| Эгберт решает использовать норманнов в своих честолюбивых планах, предлагая взамен Рагнару землю. Однако до ярла доходит весть о событиях в Каттегате, после чего он оставляет Хорика и отплывает домой. Конунг вместе с Этельстаном остаётся в Уэссексе, однако солдаты Эгберта нападают на викингов и уничтожают их. Бывший монах оказывается в плену. Епископ пытается распять его, однако король повелевает снять Этельстана с креста. Лагерта, ставшая женой ярла Сигварда, просит своего мужа помочь Рагнару. Ей удаётся собрать и привести воинов к бывшему мужу.                                  |            |                                        |                 |                |                 |                     |
| 14 | 5          | «Ответы в крови» «Answers in Blood»    | Джефф Вулноу    | Майкл Хёрст    | 27 марта 2014   | 3,35                |
| Рагнар с повзрослевшим Бьорном уничтожает зимние запасы Борга, что вынуждает того покинуть укрепление. Тогда Лодброк со своими людьми нападает на захватчика. Борг вынужден бежать и Рагнар с триумфом возвращается в Каттегат. Здесь ему предстоит снова сделать выбор между Лагертой и Аслауг. Этельстан пытается снова стать христианином, но его мучают зловещие видения. |            |                                        |                 |                |                 |                     |
| 15 | 6          | «Непрощённый» «Unforgiven»             | Джефф Вулноу    | Майкл Хёрст    | 3 апреля 2014   | 2,96                |
| Хорик предлагает Рагнару примириться с Боргом и пригласить его в новый набег на Уэссекс. Послом отправляют Ролло, который возвращается с мятежным ярлом. Однако эту ситуацию Рагнар использует для мести Боргу. Примерно в это же время Эгберт назначает Этельстана хранителем своей тайной коллекции античных ценностей. |            |                                        |                 |                |                 |                     |
| 16 | 7          | «Кровавый орёл» «Blood Eagle»          | Кари Скогланд   | Майкл Хёрст    | 10 апреля 2014  | 3,09                |
| Лагерта убивает своего мужа и сама становится правительницей Хедебю. Она приводит воинов и драккары к Рагнару. Теперь Лодброк не нуждается в людях Борга, поэтому не может отказать себе в возможности кровавой мести обидчику. Эгберт же заключает военный союз с королём Эллой, которой подкрепляется браком их детей. |            |                                        |                 |                |                 |                     |
| 17 | 8          | «Бескостный» «Boneless»                | Кари Скогланд   | Майкл Хёрст    | 17 апреля 2014  | 2,91                |
| У Рагнара и Аслауг рождается четвёртый сын, однако у мальчика оказывается врождённый дефект ног. Вопреки традициям норманнов, ребёнка оставляют в живых. Эгберт решает вмешаться в распри в соседнем королевстве Мерсия на стороне принцессы Квентрит и планирует использовать для этого северян. Поэтому когда драккары Рагнара пристают к берегу, король направляет к нему переговорщиков. Взбешённый этим конунг Хорик устраивает засаду на саксов. |            |                                        |                 |                |                 |                     |
| 18 | 9          | «Выбор» «The Choice»                   | Кен Джиротти    | Майкл Хёрст    | 24 апреля 2014  | 3,11                |
| Эгберт посылает за помощью к королю Элле и их совместная армия наносит северянам сокрушительное поражение. Правитель Нортумбрии предлагает уничтожить Лодброка, но к изумлению всех король Уэссекса снова начинает переговоры с норманнами. В итоге часть викингов остаётся в Англии как наёмники принцессы Квентрит. Этельстан же возвращается в Каттегат. |            |                                        |                 |                |                 |                     |
| 19 | 10         | «Молитва Господня» «The Lord's Prayer» | Кен Джиротти    | Майкл Хёрст    | 1 мая 2014      | 3,37                |
| В Каттегат приезжает жена Хорика с детьми. Конунг на словах планирует крепить союз с доблестным ярлом, на деле же договаривается с Флоки, адептом тёмных богов, вырезать всю семью Лодброка. Однако корабельник сообщает об этом замысле Рагнару, в итоге Хорик и его воины погибают. Лодброк становится новым конунгом. |            |                                        |                 |                |                 |                     |

## Производство

### Разработка
Разработкой и производством «Викингов» занялись компании Octagon Films и Take 5 Productions под начальством Metro-Goldwyn-Mayer. Морган О’Салливан, Шейла Хокин, Шерри Марш, Алан Гасмер, Джеймс Флинн, Джон Уэбер и Майкл Хёрст указаны в качестве исполнительных продюсеров. Продюсерами этого сезона стали Стив Уэйкфилд и Кит Томпсон. Билл Годдард и Шеймас МакИнерни выступили сопродюсерами.
В производственную команду этого сезона входят режиссёры кастинга Фрэнк и Нуала Мойселл, художник по костюмам Джоан Бергин, супервайзеры визуальных эффектов Джулиан Парри и Доминик Ремейн, дизайнеры трюков Франклин Хенсон и Ричард Райан, композитор Тревор Моррис, художники-постановщики Том Конрой с первого по шестой эпизоды и Марк Герати с седьмого по десятый эпизоды, монтажёры Аарон Маршалл для первого, третьего, пятого, седьмого и девятого эпизодов и Дон Кэссиди для второго, четвёртого, шестого, восьмого и десятого эпизодов, и оператор П. Дж. Диллон.

### Музыка
Музыку ко второму сезону сочинил Тревор Моррис в сотрудничестве с Эйнаром Селвиком, Стивом Тавальоне и Брайаном Килгором. Заставку титров сопровождает песня «If I Had a Heart» Fever Ray.
[В первом сезоне «Викингов»] было трудно «взломать код» музыки. Он не кликал так, как мне нужно было. Во втором сезоне я почувствовал, что я сочинил музыку, которую я всегда хотел сделать для «Викингов», которая была висцеральной и на 90% неоркестровой. Я нашёл солиста, Эйнара Селвика [из музыкального/духовного коллектива «Wardunna»], который живёт в Норвегии. Настоящий викинг, который стал моим секретным оружием. Я использовал больше этнических инструментов из Скандинавской области. Смесь, наконец-то, была готова для меня.
Саундтрек был выпущен 13 июня 2014 года компанией Sony Music Entertainment.
Дополнительной музыкой являются композиции норвежской музыкальной группы «Wardruna», которая присутствует в эпизодах «Око за око», «Кровавый орёл», «Бескостный» и «Молитва Господня». Музыкальные треки, которые не попали в выпущенный саундтрек, включают в себя «EhwaR», «Algir — Tognatale», «Dagr», «Bjarkan», «Løyndomsriss», «Heimta Thurs», «IngwaR», «Solringen», «Helvegen», «Sowelu» и «Gibu».
| №                   | Название                               | Исполнитель(и)                                                          | Длительность |
| ------------------- | -------------------------------------- | ----------------------------------------------------------------------- | ------------ |
| 1.                  | «War Is Coming»                        | Тревор Моррис [англ.] Эйнар Селвик Стив Тавальоне [англ.] Брайан Килгор | 3:21         |
| 2.                  | «Battle of Brothers»                   | Моррис Селвик Тавальоне Килгор                                          | 6:20         |
| 3.                  | «Bjorn's Choice»                       | Моррис Селвик Тавальоне Килгор                                          | 1:58         |
| 4.                  | «Vikings Return Home»                  | Моррис Селвик Тавальоне Килгор                                          | 1:00         |
| 5.                  | «Rollo's Trial»                        | Моррис Селвик Тавальоне Килгор                                          | 3:32         |
| 6.                  | «Ragnar Says Goodbye to Gyda»          | Моррис Селвик Тавальоне Килгор                                          | 2:29         |
| 7.                  | «Rollo Tries to Regain Ragnar's Trust» | Моррис Селвик Тавальоне Килгор                                          | 1:49         |
| 8.                  | «Vikings Attacked»                     | Моррис Селвик Тавальоне Килгор                                          | 3:57         |
| 9.                  | «Jarl Borg Attacks Kattegat»           | Моррис Селвик Тавальоне Килгор                                          | 3:05         |
| 10.                 | «Ragnar Reunites with Family»          | Моррис Селвик Тавальоне Килгор                                          | 1:30         |
| 11.                 | «Ragnar, Bjorn Sneak Into Kattegat»    | Моррис Селвик Тавальоне Килгор                                          | 5:15         |
| 12.                 | «Battle for Kattegat»                  | Моррис Селвик Тавальоне Килгор                                          | 6:08         |
| 13.                 | «Jarl Borg and Ragnar Make Peace»      | Моррис Селвик Тавальоне Килгор                                          | 1:38         |
| 14.                 | «Aslaug In Pain»                       | Моррис Селвик Тавальоне Килгор                                          | 1:42         |
| 15.                 | «Ragnar Describes the Blood Eagle»     | Моррис Селвик Тавальоне Килгор                                          | 1:21         |
| 16.                 | «Ragnar Meets Ingstad»                 | Моррис Селвик Тавальоне Килгор                                          | 2:09         |
| 17.                 | «Aslaug Gives Birth»                   | Моррис Селвик Тавальоне Килгор                                          | 2:14         |
| 18.                 | «Aethelwulf Is Ambushed»               | Моррис Селвик Тавальоне Килгор                                          | 1:42         |
| 19.                 | «Athelstan Translates Scrolls»         | Моррис Селвик Тавальоне Килгор                                          | 2:06         |
| 20.                 | «Vikings Retreat»                      | Моррис Селвик Тавальоне Килгор                                          | 6:31         |
| 21.                 | «Vikings Mourn Their Dead»             | Моррис Селвик Тавальоне Килгор                                          | 0:51         |
| 22.                 | «Porunn's Metaphorical Swim»           | Моррис Селвик Тавальоне Килгор                                          | 1:22         |
| 23.                 | «Horik Propositions Floki»             | Моррис Селвик Тавальоне Килгор                                          | 1:18         |
| 24.                 | «Horik Asks Floki to Kill»             | Моррис Селвик Тавальоне Килгор                                          | 1:09         |
| 25.                 | «Horik Watches Game»                   | Моррис Селвик Тавальоне Килгор                                          | 1:35         |
| 26.                 | «Feeding Rollo Poison Mushrooms»       | Моррис Селвик Тавальоне Килгор                                          | 1:41         |
| 27.                 | «Erlendur Shown Sword of Kings»        | Моррис Селвик Тавальоне Килгор                                          | 1:21         |
| 28.                 | «Horik's Forces Attack»                | Моррис Селвик Тавальоне Килгор                                          | 3:36         |
| 29.                 | «Killing Horik — King Ragnar»          | Моррис Селвик Тавальоне Килгор                                          | 4:54         |
| Общая длительность: | Общая длительность:                    | Общая длительность:                                                     | 77:34        |

## Реакция
Второй сезон получил рейтинг 92 % на сайте Rotten Tomatoes со средним рейтингом 8.2/10, на основе 13 отзывов. Консенсус сайта гласит: «„Викинги“ компенсируют свой медленный темп с помощью увлекательных персонажей и визуальной составляющей». Metacritic присвоил второму сезону оценку 77 из 100 на основе 11 отзывов, указывая на «в целом благоприятные отзывы».